# Centre Penitenciari de la Comella
El Centre Penitenciari de la Comella és l'única presó d'Andorra, situada a Andorra la Vella. Les noves instal·lacions van ser inaugurades el 2005, tenen una superfície de 4.800 metres quadrats, quatre plantes i capacitat per a 142 interns. L'agost del 2019 estaven ocupades 64 places.
La presó disposa de mòduls d'homes, d'un mòdul de dones i d'un de menors. Fins al 2018 les dones no estaven completament separades dels homes i hi compartien alguns espais comunitaris. També a partir del 2018, els reclusos van poder accedir a les comunicacions íntimes, complint així amb les reivindicacions dels interns, del Raonador del Ciutadà i del Comitè Europeu per a la prevenció de la tortura. La vigilància del centre és responsabilitat del Cos Penitenciari, format per una seixantena d'agents.
L'octubre del 2019 per primera vegada es va escapar un pres de la Comella, que estava en règim de presó provisional. El pres va aprofitar l'hora de pati per escalar l'espai entre el mur i els filferros. Al cap de quatre hores la policia el va capturar.